# Vestfirðir

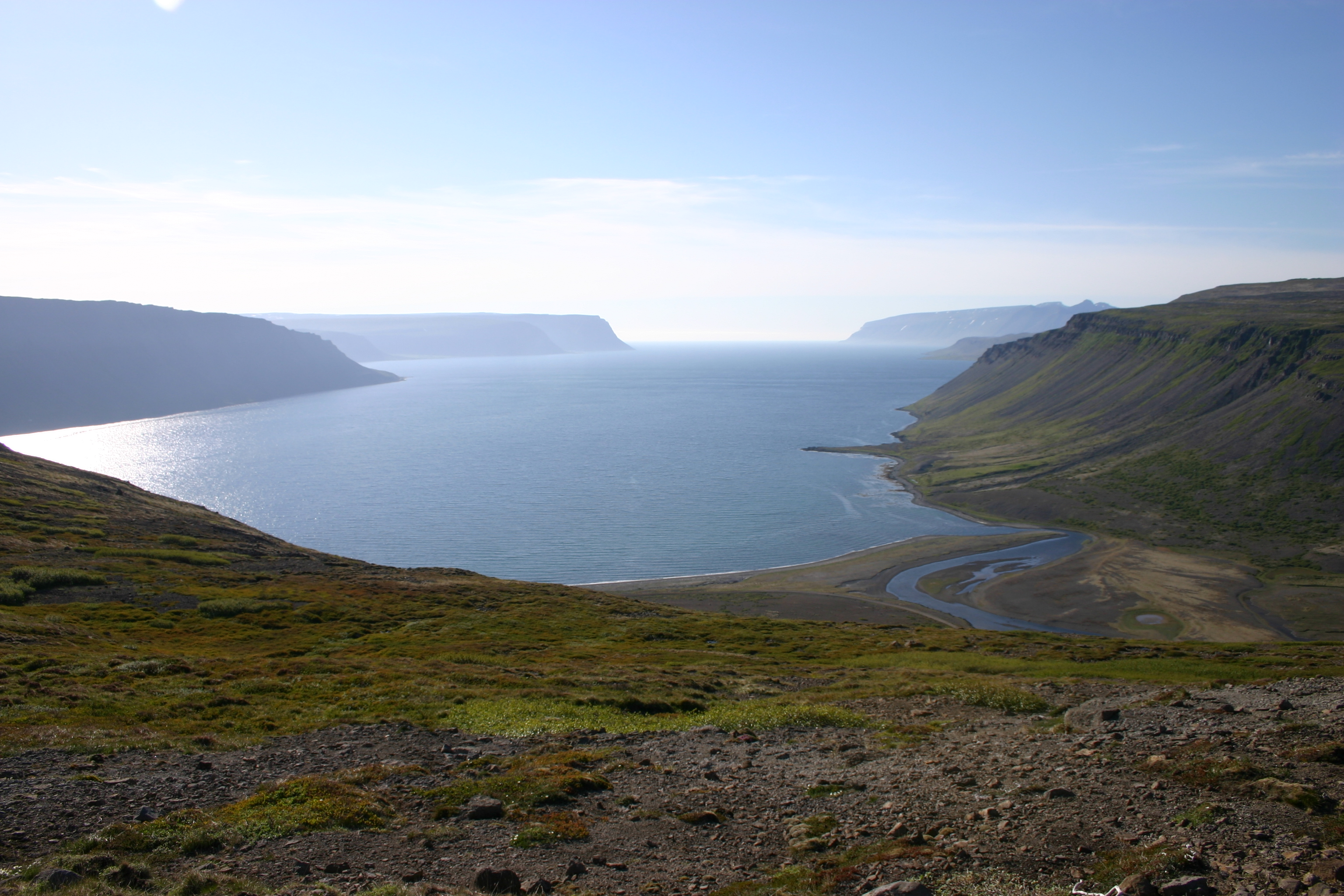

Il Vestfirðir (o Vestfjord, islandese: "fiordi dell'ovest") è la principale penisola dell'Islanda, nonché una delle otto regioni islandesi. È collocata nella zona nord ovest dell'isola.

## Geografia fisica
Il territorio della regione è costituito da una penisola che si affaccia sull'Oceano Atlantico, più precisamente nello Stretto di Danimarca verso la costa meridionale della Groenlandia.

### Territorio
Interamente montuosa, con coste frastagliate che si stagliano alte e rocciose per tutta la loro lunghezza, ricche di insenature, baie e fiordi, la penisola è collegata con il resto dell'isola tramite un istmo di terra lungo 7 km che divide due fiordi (il Gilsfjörður e il Bitrufjörður).
Il Drangajökull è il quinto ghiacciaio per estensione dell'Islanda, sebbene l'unico della regione.
Le falesia di Látrabjarg, la terza più lunga sull'Oceano Atlantico settentrionale, ospita diverse colonie di uccelli marini, le più a nord del continente europeo.

### Clima
La penisola è generalmente interessata dalle temperature più basse dell'Islanda, a causa della corrente della Groenlandia orientale, la quale trasporta frequentemente iceberg lungo la costa.
La tabella qui sotto riportata si riferisce a Goltur, una penisola a 20 km nordovest da Ísafjörður.
| Goltur, Vestfirðir         | Mesi | Mesi | Mesi | Mesi | Mesi | Mesi | Mesi | Mesi | Mesi | Mesi | Mesi | Mesi | Stagioni | Stagioni | Stagioni | Stagioni | Anno |
| Goltur, Vestfirðir         | Gen  | Feb  | Mar  | Apr  | Mag  | Giu  | Lug  | Ago  | Set  | Ott  | Nov  | Dic  | Inv      | Pri      | Est      | Aut      | Anno |
| -------------------------- | ---- | ---- | ---- | ---- | ---- | ---- | ---- | ---- | ---- | ---- | ---- | ---- | -------- | -------- | -------- | -------- | ---- |
| T. max. media (°C)         | 0    | 1    | 2    | 4    | 6    | 9    | 10   | 10   | 7    | 5    | 4    | 1    | 0,7      | 4        | 9,7      | 5,3      | 4,9  |
| T. media (°C)              | −1   | 0    | 0    | 2    | 4    | 7    | 8    | 8    | 5    | 3    | 2    | 0    | −0,3     | 2        | 7,7      | 3,3      | 3,2  |
| T. min. media (°C)         | −3   | −1   | −1   | 0    | 2    | 5    | 6    | 6    | 4    | 2    | 1    | −1   | −1,7     | 0,3      | 5,7      | 2,3      | 1,7  |
| T. max. assoluta (°C)      | 10   | 10   | 11   | 11   | 17   | 17   | 18   | 17   | 15   | 15   | 12   | 11   | 11       | 17       | 18       | 15       | 18   |
| T. min. assoluta (°C)      | −12  | −11  | −10  | −7   | −3   | −2   | 2    | 1    | −2   | −5   | −8   | −8   | −12      | −10      | −2       | −8       | −12  |
| Umidità relativa media (%) | 75   | 77   | 76   | 79   | 77   | 82   | 83   | 81   | 82   | 79   | 80   | 78   | 76,7     | 77,3     | 82       | 80,3     | 79,1 |

## Economia
L'economia locale si basa essenzialmente sulla pesca facilitata dalla conformazione delle coste.
Causa la mancanza di pianure nell'area, il terreno difficilmente lavorabile e il clima impervio, l'agricoltura non viene praticata, tuttavia crescono vegetali in molti dei fiordi, storicamente fondamentali per l'economia locale.
La caratteristica montuosa del paesaggio rende tortuose tutte le strade, difficili le vie di comunicazione interne e con il resto del Paese, che molto spesso a causa del ghiaccio vengono chiuse per lunghi mesi ogni anno. La realizzazione del Vestfjarðagöng tunnel nel 1996 ha migliorato la situazione.

### Turismo
Partendo dal capoluogo è possibile praticare numerosi sentieri escursionistici e percorsi guidati.

## Società
| anno | popolazione | % sulla popolazione dell'Islanda |
| 1920 | 13,443      | 14.24%                           |
| 1930 | 13,133      | 12.09%                           |
| 1940 | 13,130      | 10.80%                           |
| 1950 | 11,300      | 7.83%                            |
| 1960 | 10,507      | 5.86%                            |
| 1970 | 10,050      | 4.91%                            |
| 1980 | 10,479      | 4.53%                            |
| 1990 | 9,798       | 3.80%                            |
| 2000 | 8,150       | 2.86%                            |
| 2010 | 7.362       | 2.32%                            |

### Evoluzione demografica
Il Vestfirðir è scarsamente popolato; la popolazione totale al 31 dicembre 2014 era di 9 641 abitanti.
La città più grande è Ísafjörður (con una popolazione di circa 4.000 persone, più della metà della popolazione dell'intera regione) la quale funge da centro economico, amministrativo e dei trasporti.

### Comuni

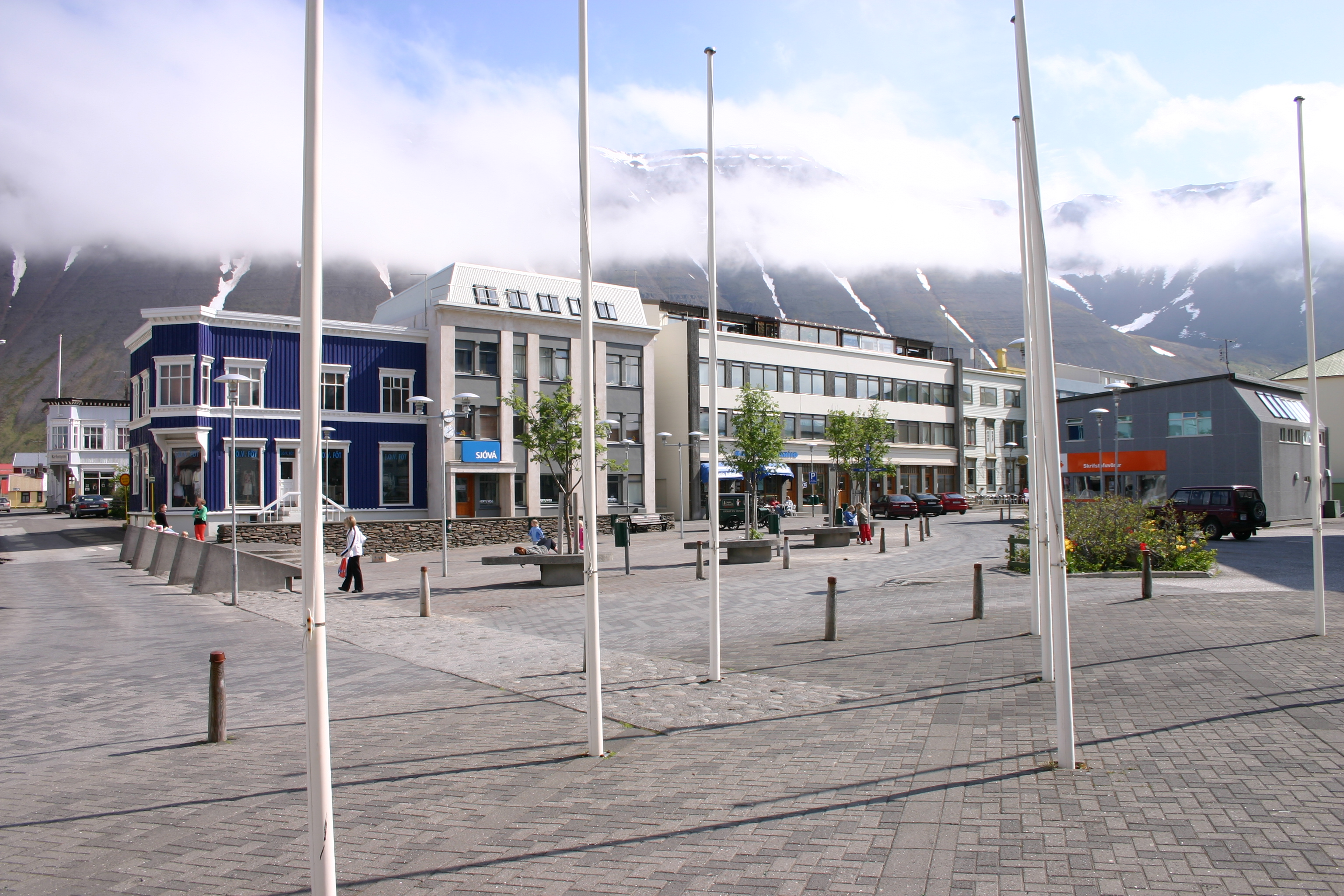
Veduta della capoluogo Isafjordur

Il numero dei comuni presenti sulla penisola è stato ridotto a 9 da inizio 2006:
- Árnes (50)
- Bolungarvík (905)
- Ísafjarðarbær (4.098)
- Kaldrananes (101)
- Reykhólar (251)
- Strandabyggð (507)
- Súðavík (229)
- Tálknafjörður (292)
- Vesturbyggð (937)

Ad essi si aggiungeva Bær (100) ora parte del comune Húnaþing vestra, che pur non essendo stato geograficamente parte dello Vestfirðir ma in prossimità dell'istmo che lo collega, nel 2012 ha spostato le attività di collaborazione amministrativa con gli altri comuni della penisola.
Nel 2006 Hólmavíkurhreppur e Broddaneshreppur si fusero dando origine a Strandabyggð; nel 2002 Kirkjubólshreppur e Hólmavíkurhreppur si fusero dando origine a Hólmavíkur, nel 1996 Ísafjörður, Thingeyrar Shire, Mýrahreppur, Mosvallahreppur, Flateyrar e Suðureyri si fusero dando origine a Isafjordur (Ísafjarðarbær).
Dal 1999 il Vestfirðir non è più un distretto elettorale autonomo, ma fa parte del distretto del nord ovest.

## Galleria d'immagini

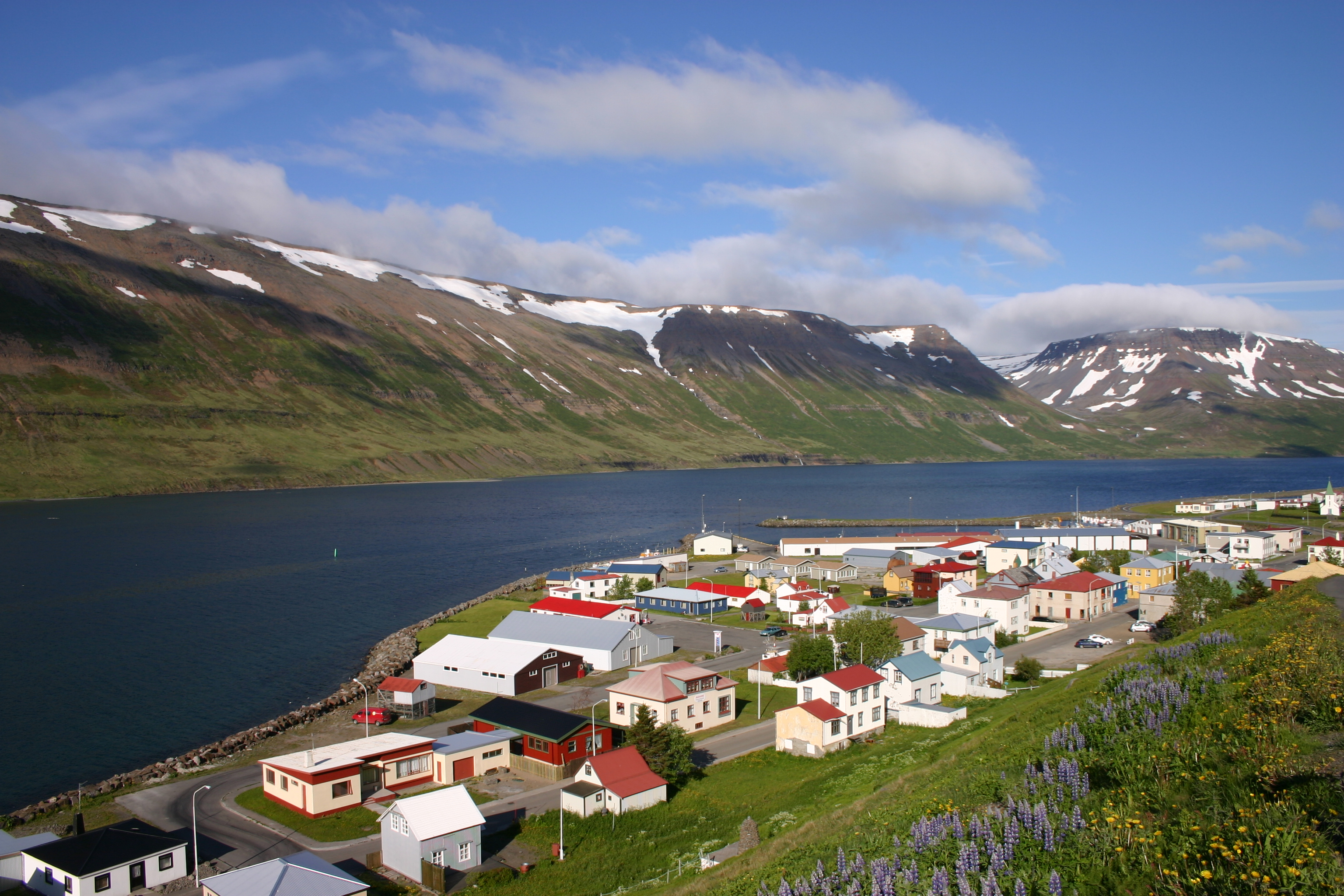
Villaggio di Suðureyri, Ísafjarðarbær
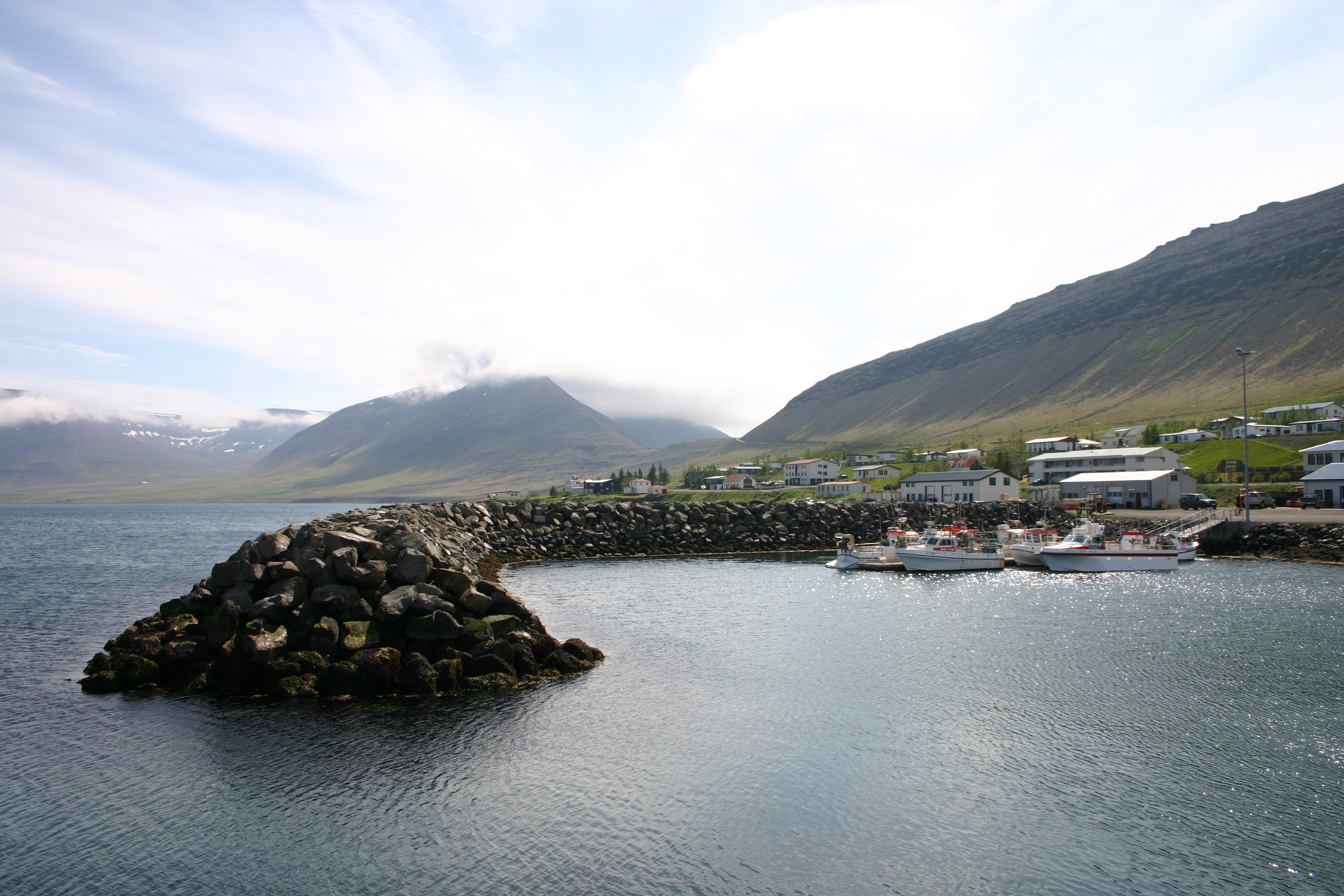
Porto di Þingeyri, nel fiordo di Dýrafjörður
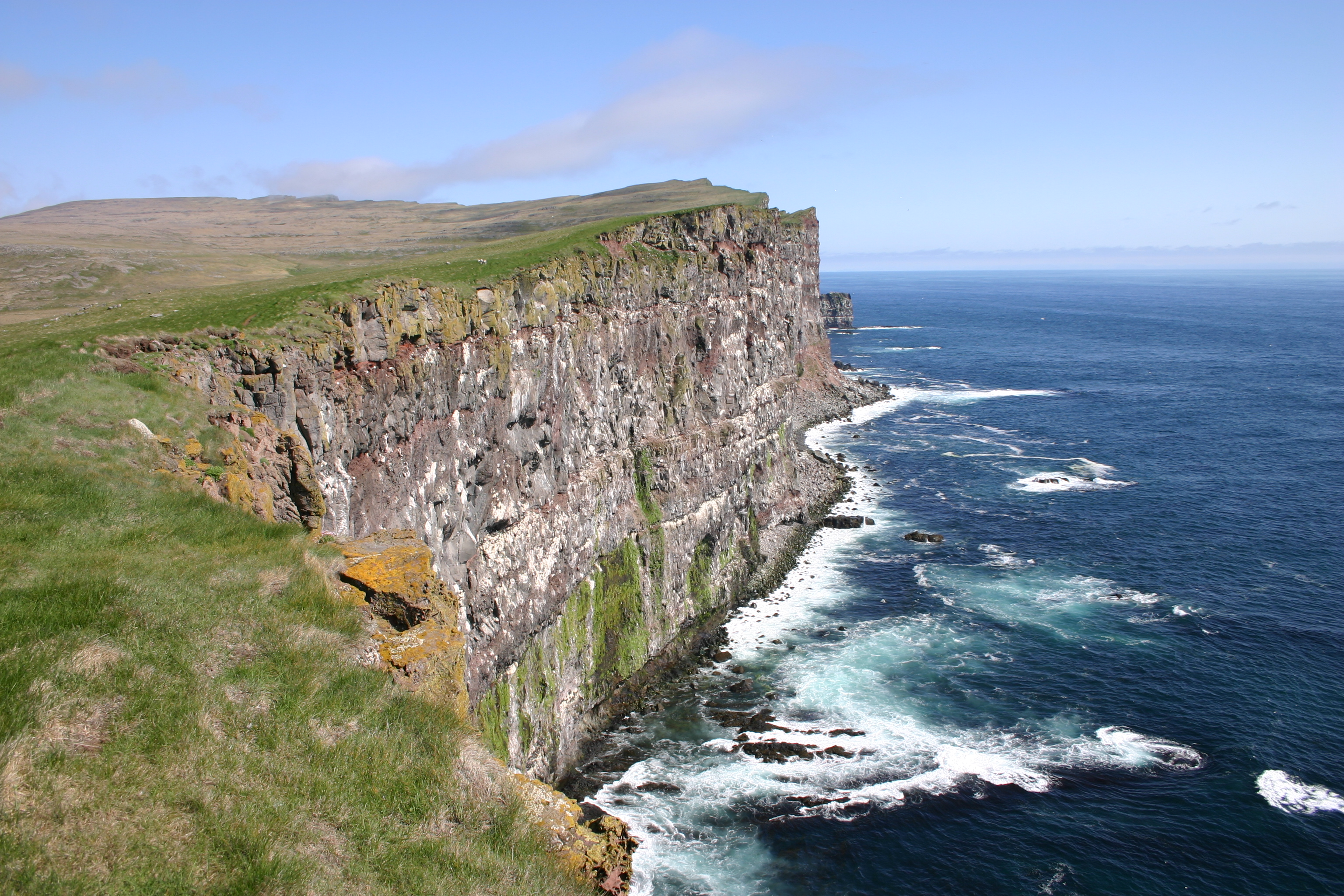
Scogliera di Látrabjarg
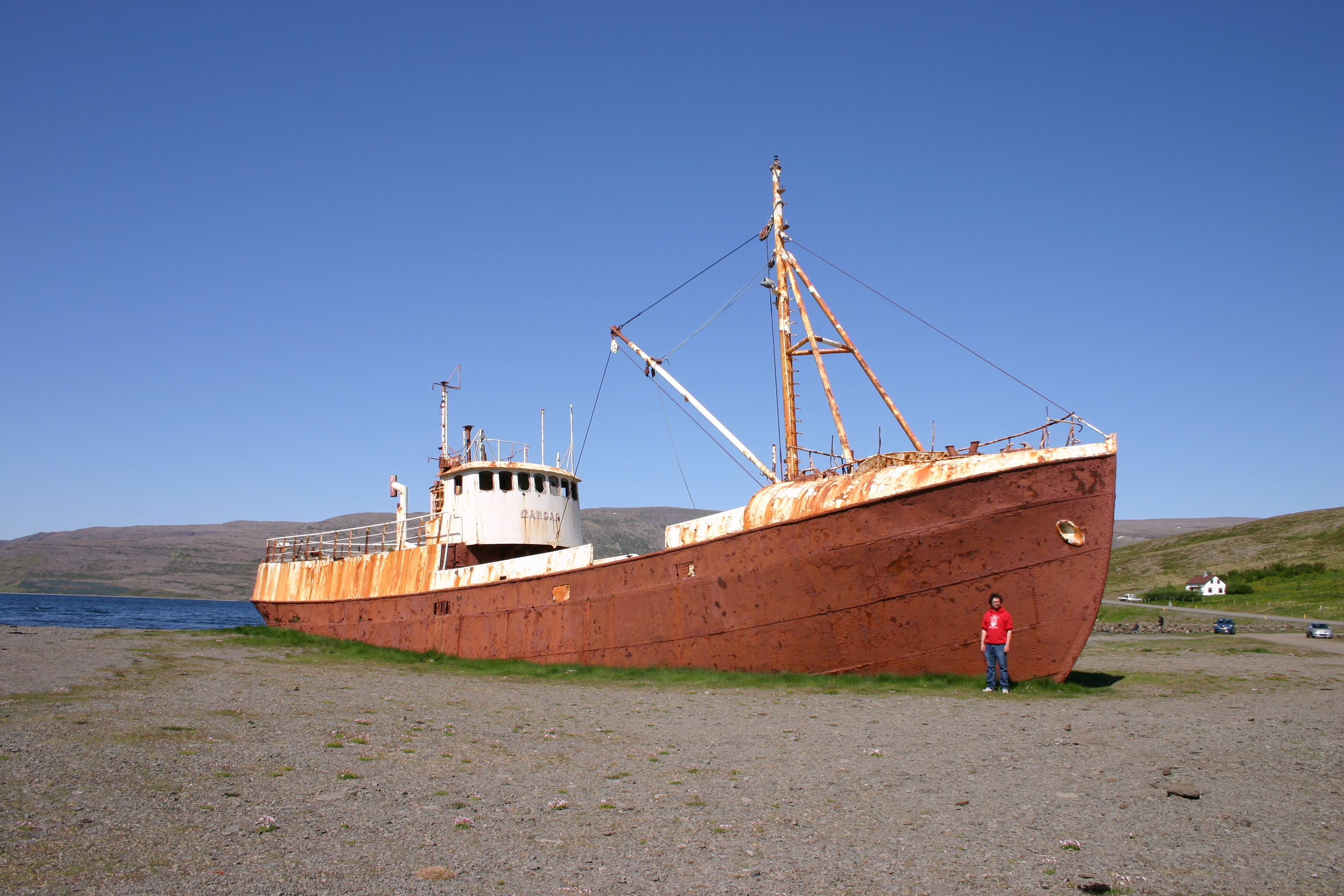
Antica imbarcazione in ferro
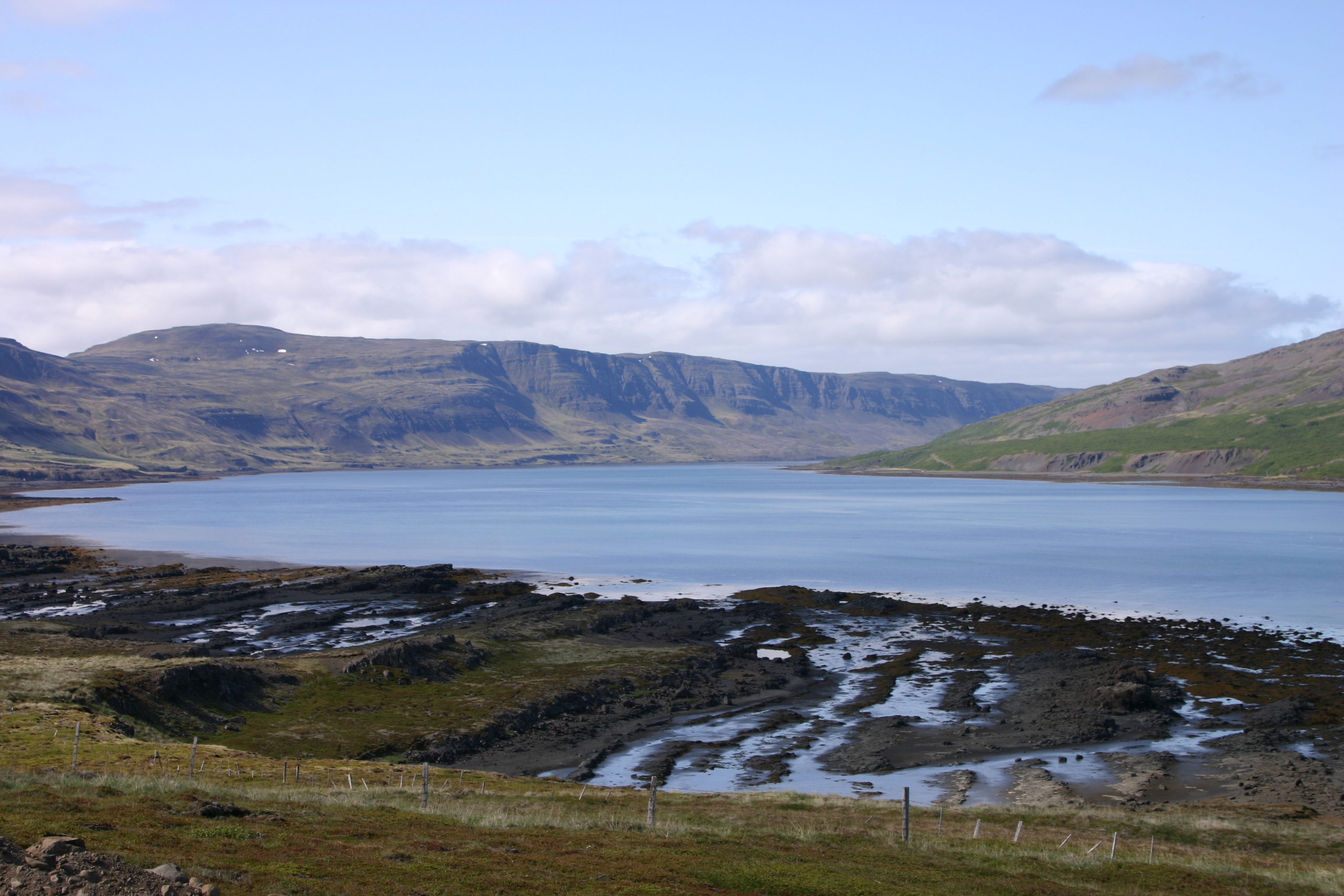
Tratto di costa pianeggiante
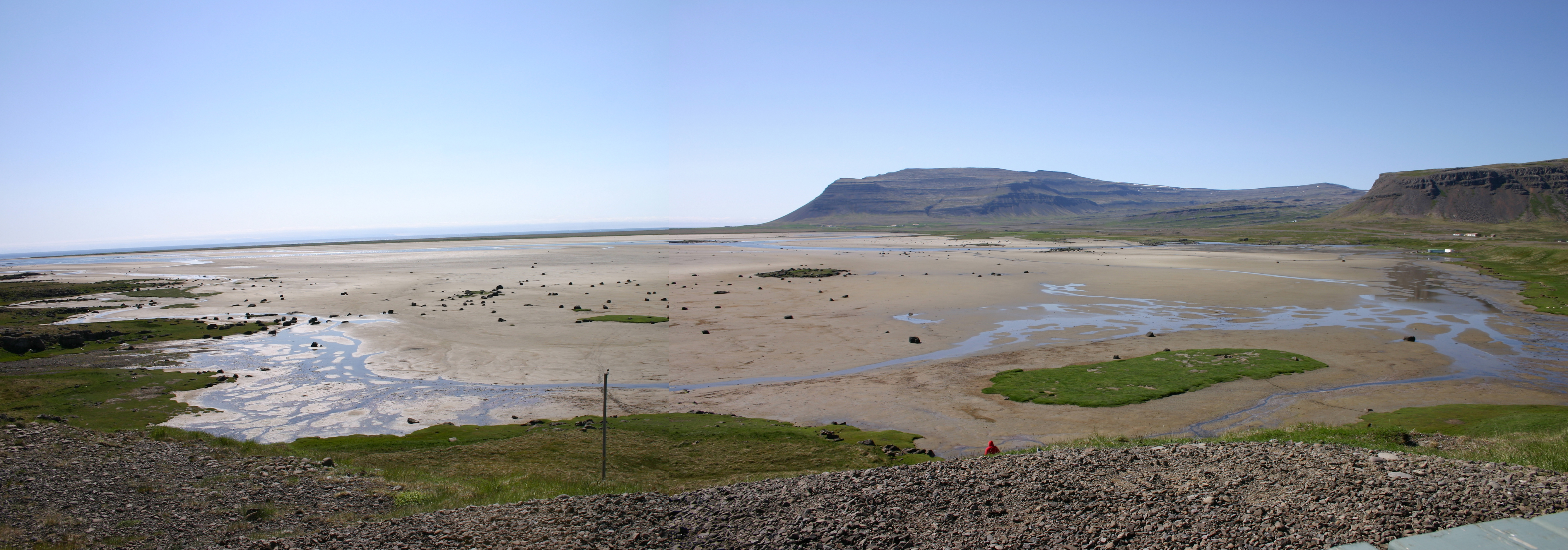
Spiaggia alla foce di un fiume
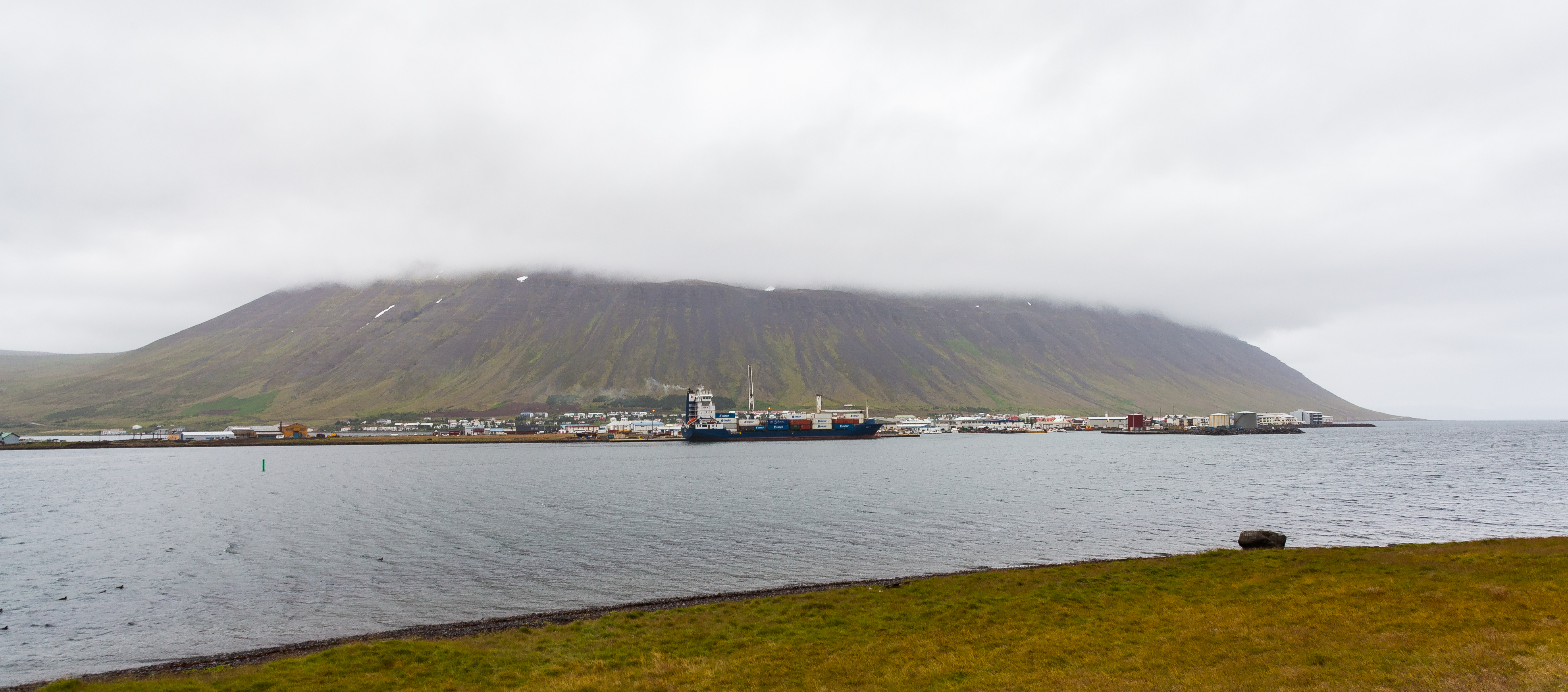
Ísafjörður
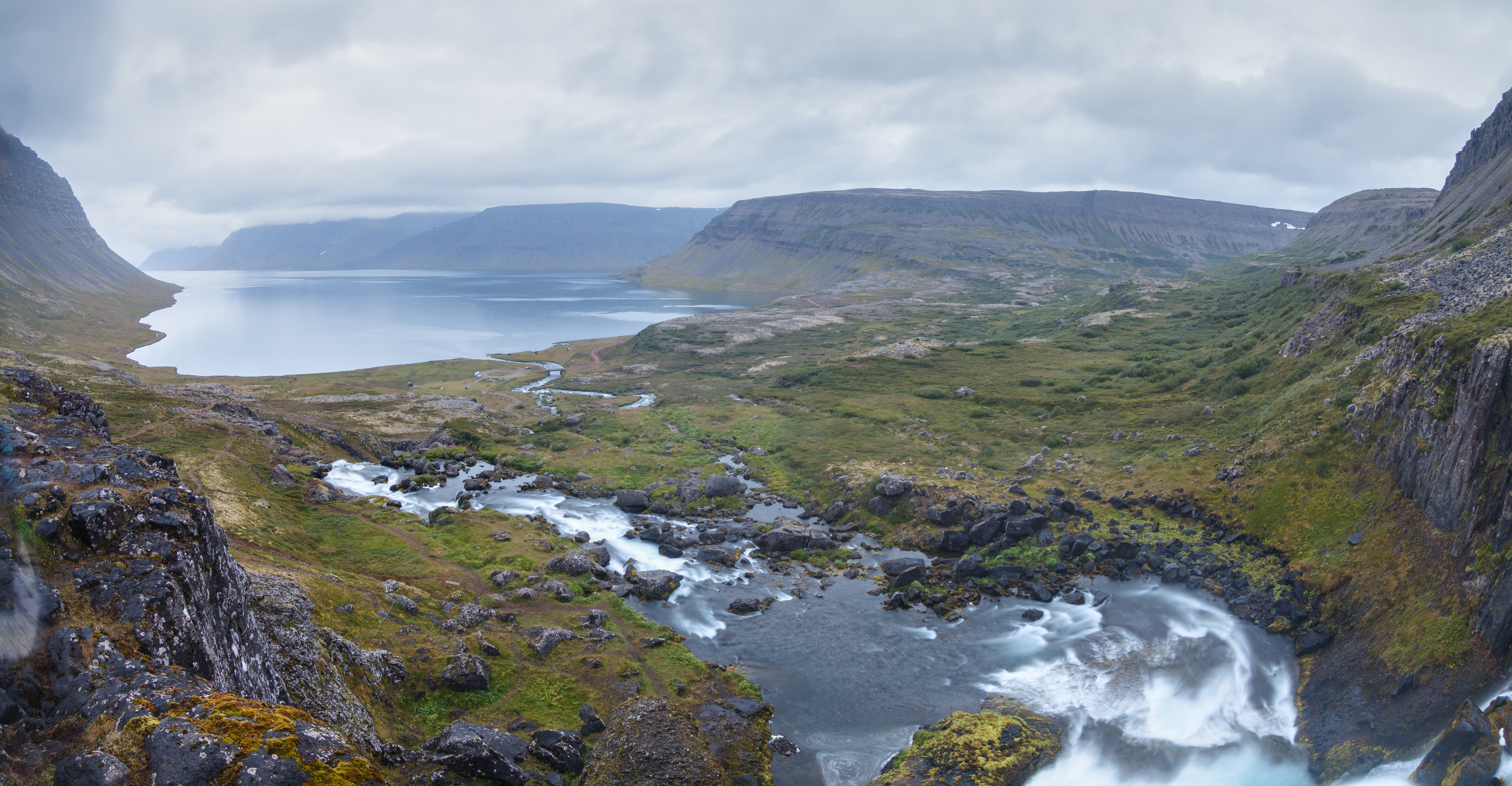
Fiume Dynjandisá
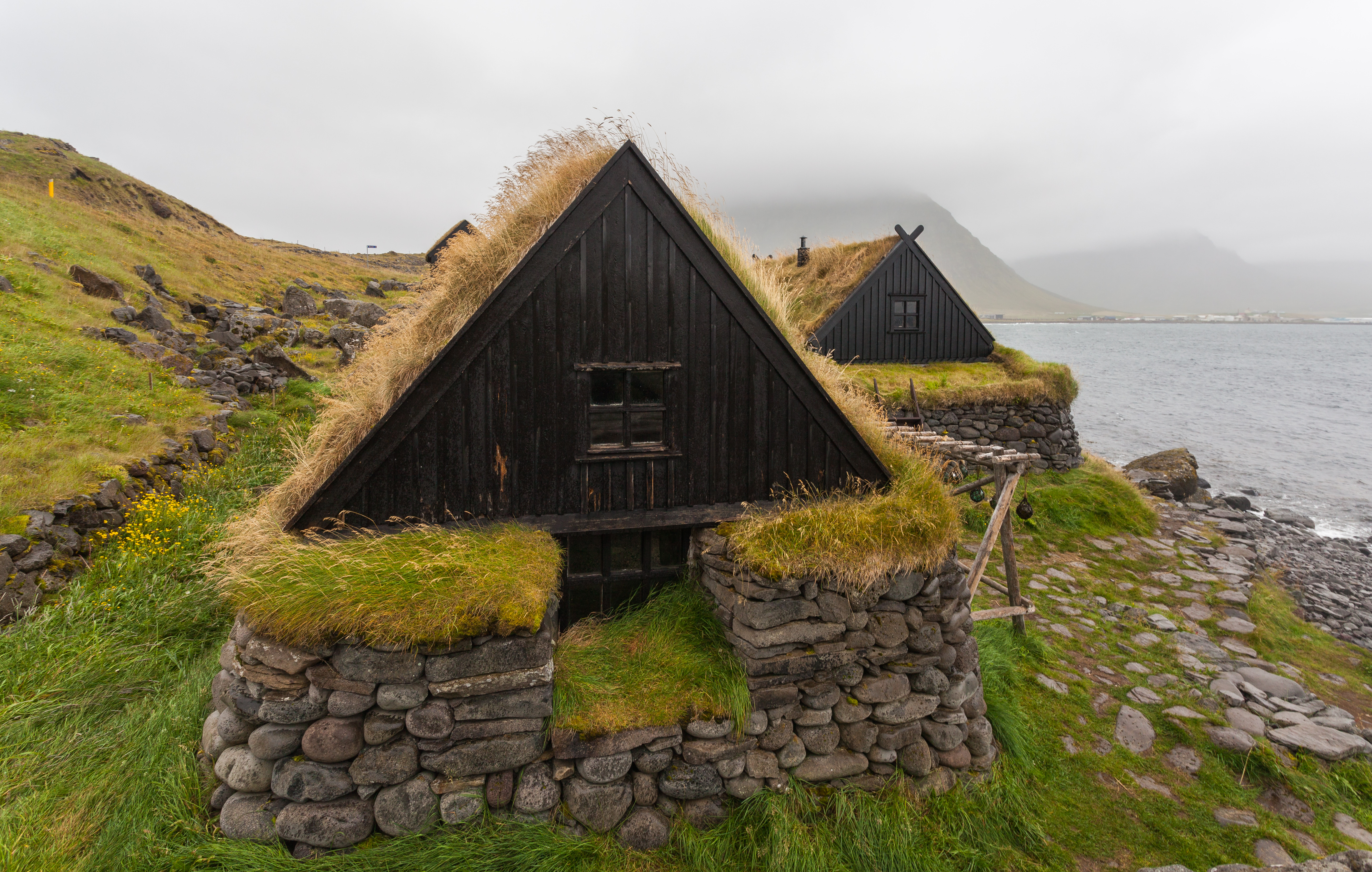
Museo marittimo Ósvör, Bolungarvík
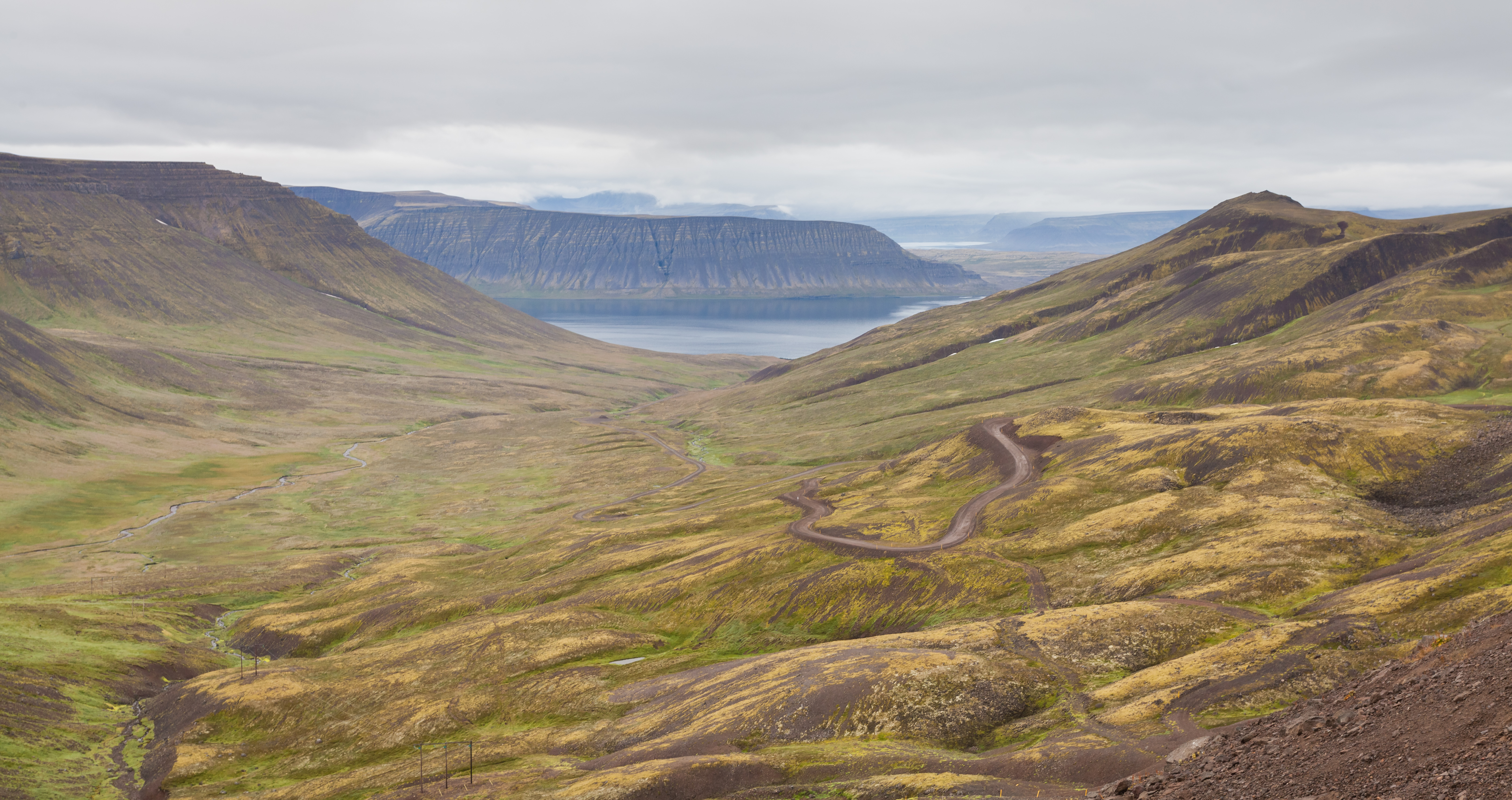
Hrafnseyrarheiði
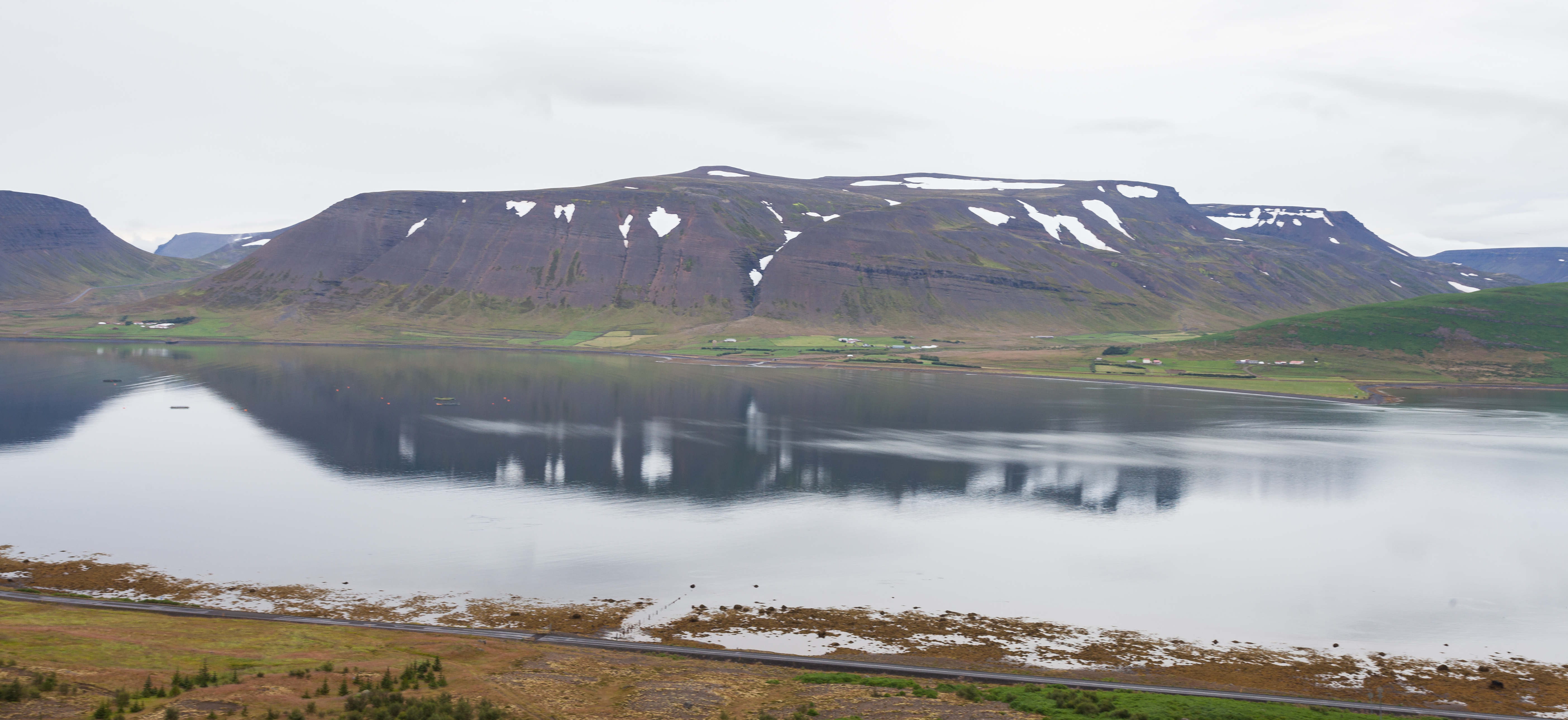
Dýrafjörður